# Jeffrey Campers
Jeffrey Campers, (Antwerpen, 24 mei 1987) is een Belgisch korfballer.

## Spelerscarrière
Campers begon met korfbal bij Boeckenberg. Hij won in de eerste helft van zijn carrière 6 zaaltitels, 3 veldtitels en 5 Bekers van België. In 2013 won hij de prijs van 'korfballer van het Jaar'.
In 2014 nam hij een sabbatical van 1 jaar, maar keerde terug in seizoen 2015-2016. Vanaf dat moment won hij nog 2 zaaltitels, 1 veldtitel en 1 Beker van België.
Daarnaast was Campers actief bij 'Jong België'. Vanaf 2007 tot 2014 werd hij een vaste waarde in het Belgisch korfbalteam. In deze hoedanigheid nam hij deel aan het wereldkampioenschap van 2007 en het Europees kampioenschap van 2010. Daarnaast nam hij met de nationale ploeg deel aan de Wereldspelen van 2009 en 2013.

## Erelijst
- Landskampioen zaalkorfbal: 8x (2007, 2008, 2009, 2011, 2012, 2013, 2016, 2018)
- Landskampioen veldkorfbal: 4x (2011, 2013, 2014, 2016)
- Beker van België: 6x (2009, 2010, 2011, 2013, 2014, 2017)
- Korfballer van het Jaar: 1x (2013)